# Batalha de San Antonio

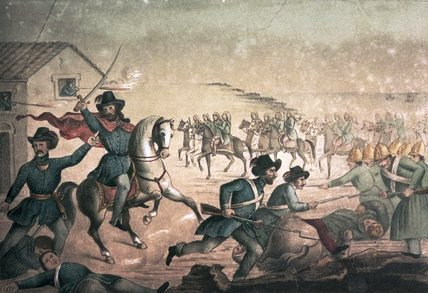
A Batalha de San Antonio pela independência do Uruguai

A Batalha de San Antonio foi uma batalha travada nas proximidades do departamento de Salto, em 18 de fevereiro de 1846 nos galpões ou na tapera do saladero (charqueada) de Don Venancio.
Quatro divisões da Legião Italiana, que se formara a partir dos camisas-vermelhas, sob o comando do coronel Giuseppe Garibaldi, apoiadas por forças de cavalaria do coronel Bernardino Báez - que em seguida retiraram-se para Salto – resistiram aos ataques de infantaria e cavalaria muito mais numerosas, ao comando do general Servando Gómez. Após treze horas de resistência, segundo  Garibaldi:
fizemos uma retirada a  Salto, restamos mais de cem, sãos e salvos. Os que estavam pouco feridos marchavam a frente, contendo o inimigo quando este se aproximava muito.
Na batalha, Garibaldi contava principalmente com forças estrangeiras, e deu reconhecimento e importância à Legião Italiana.
Por decreto de 25 de fevereiro de 1846 os combatentes receberam como galardão um escudo com a inscrição Invencibles combatieron el 8 de Febrero de 1846.